# Fléron
Fléron là một đô thị ở tỉnh Liège. Tại thời điểm ngày 1 tháng 1 năm 2006, Fléron có tổng dân số 16.088 người. Tổng diện tích là 13,72 km² với mật độ dân số 1.172 người trên mỗi km².

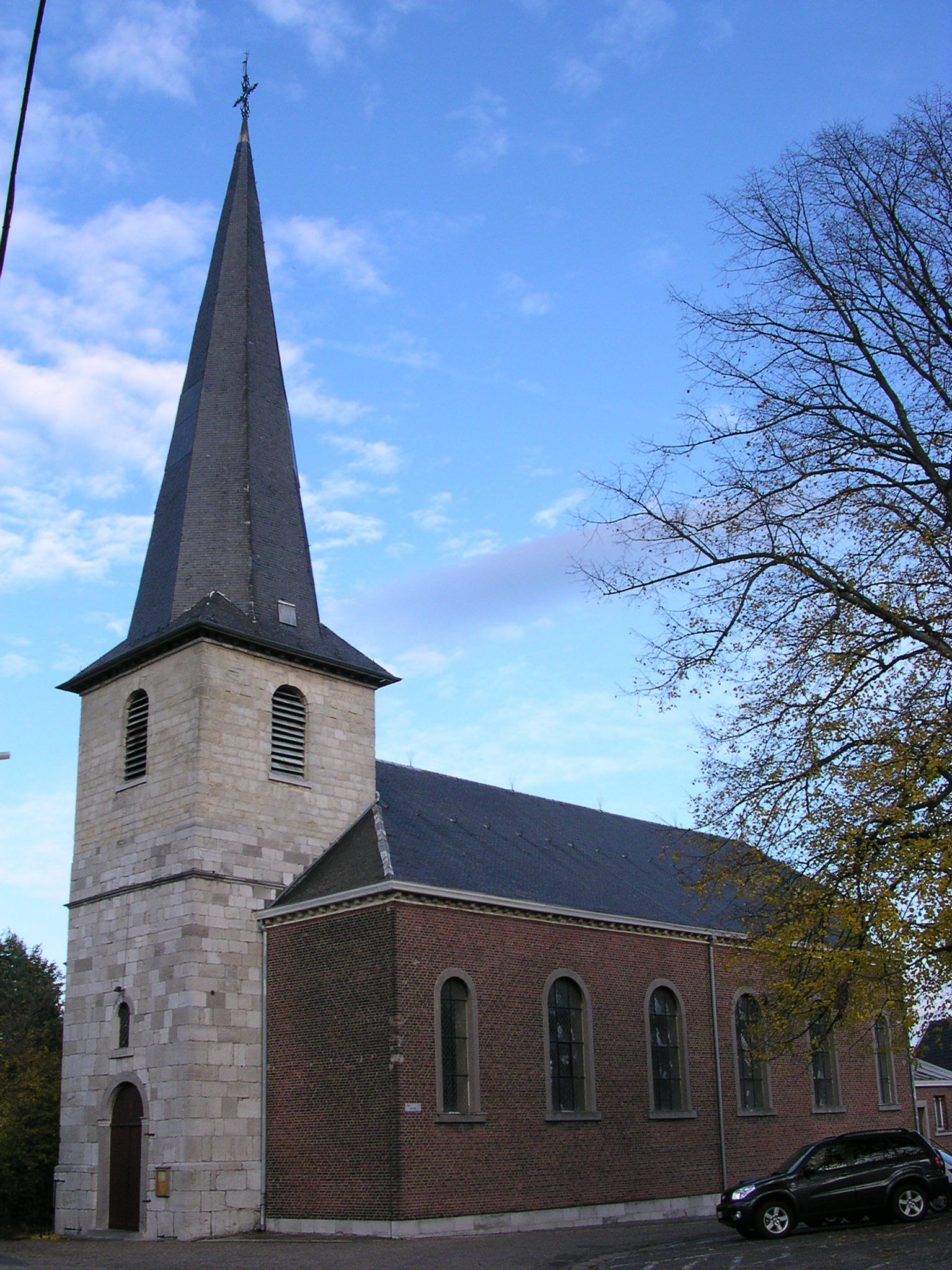
Fléron St. Denis
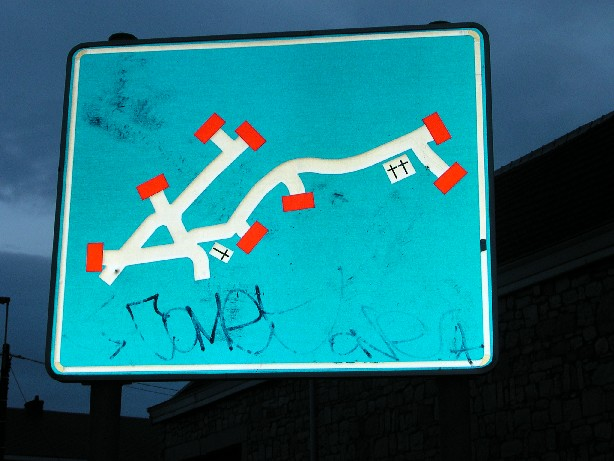
Magnée
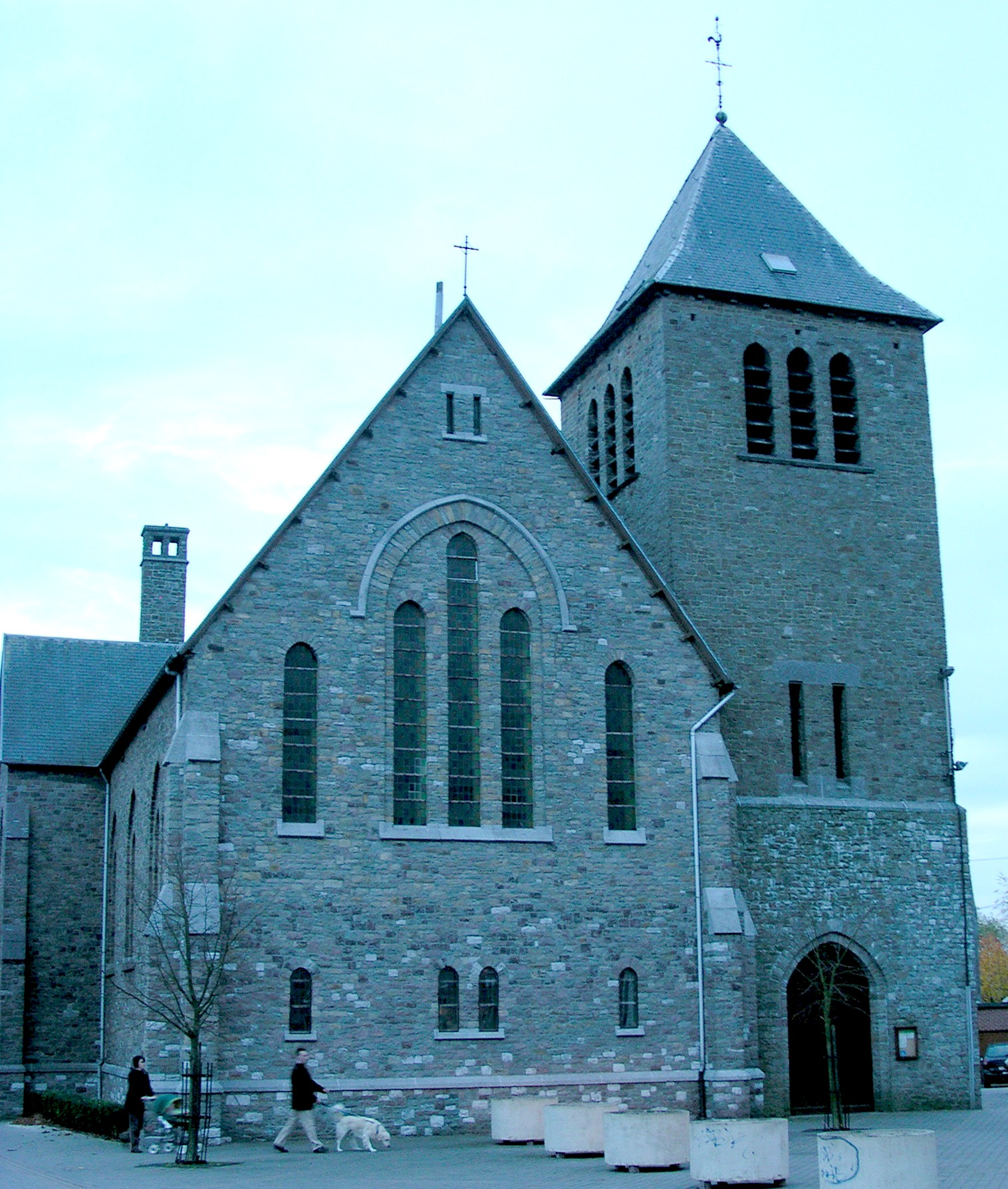
St. Antoine de Padoue
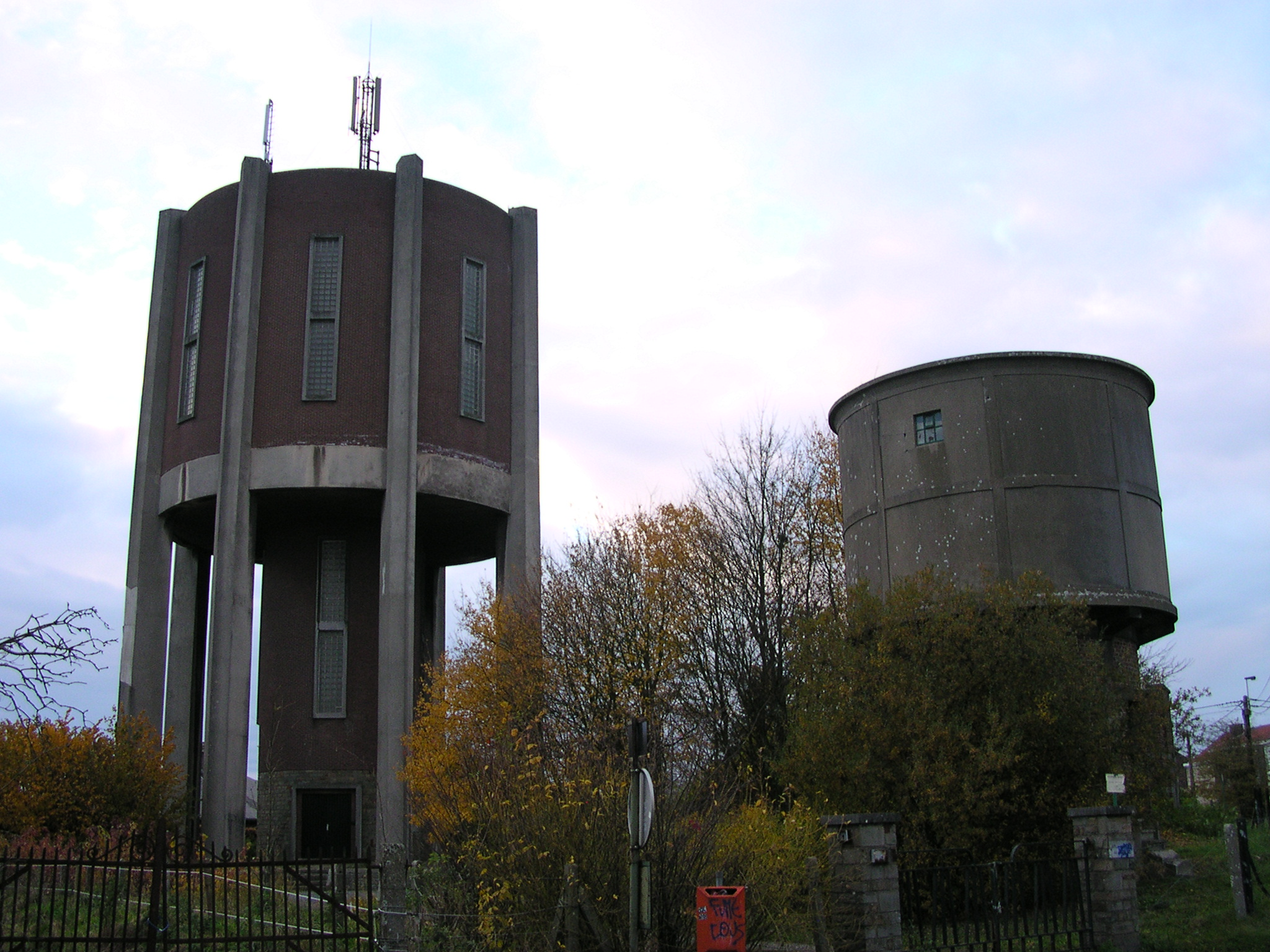
Chateau d'eau
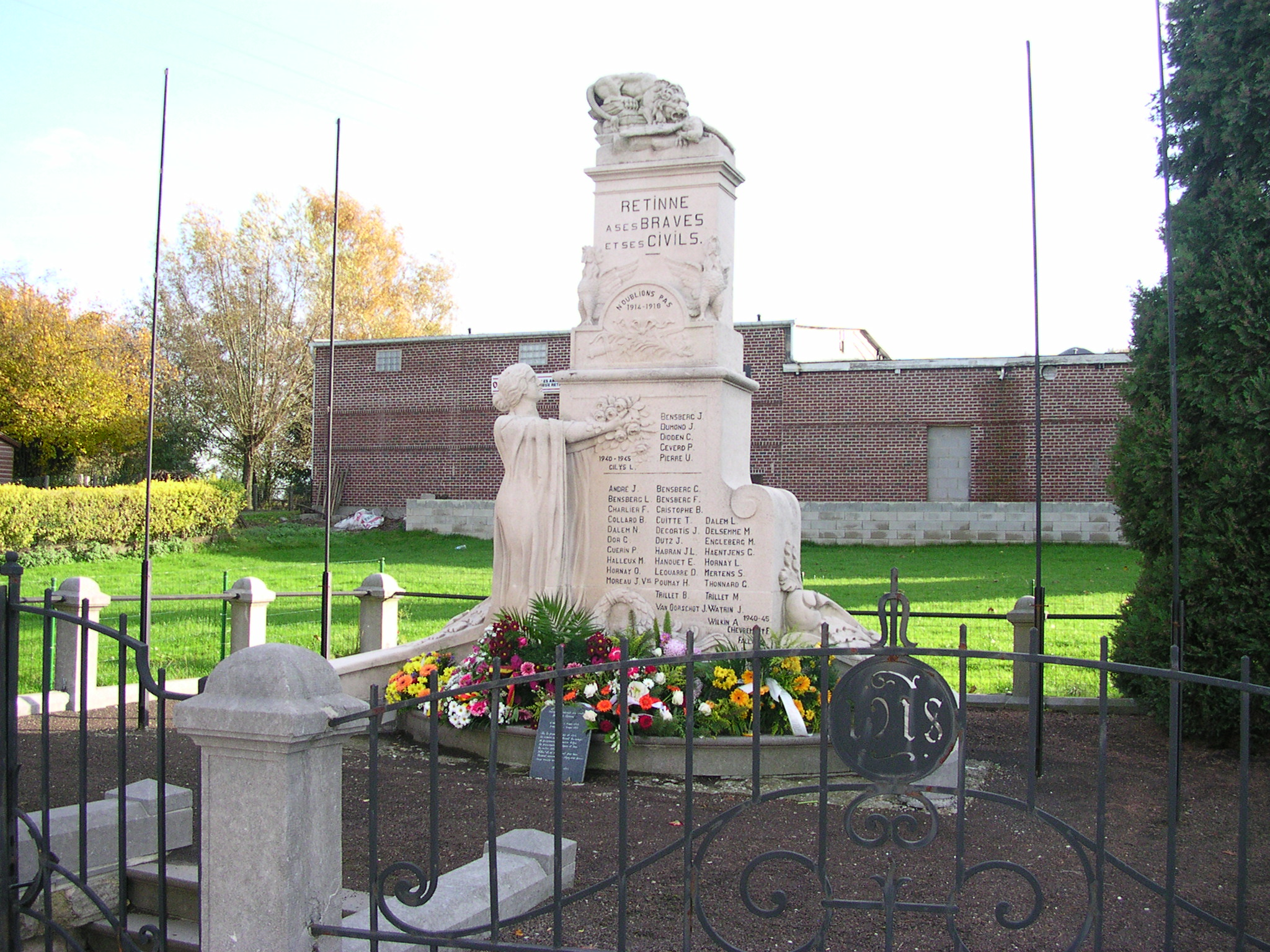
Retinne
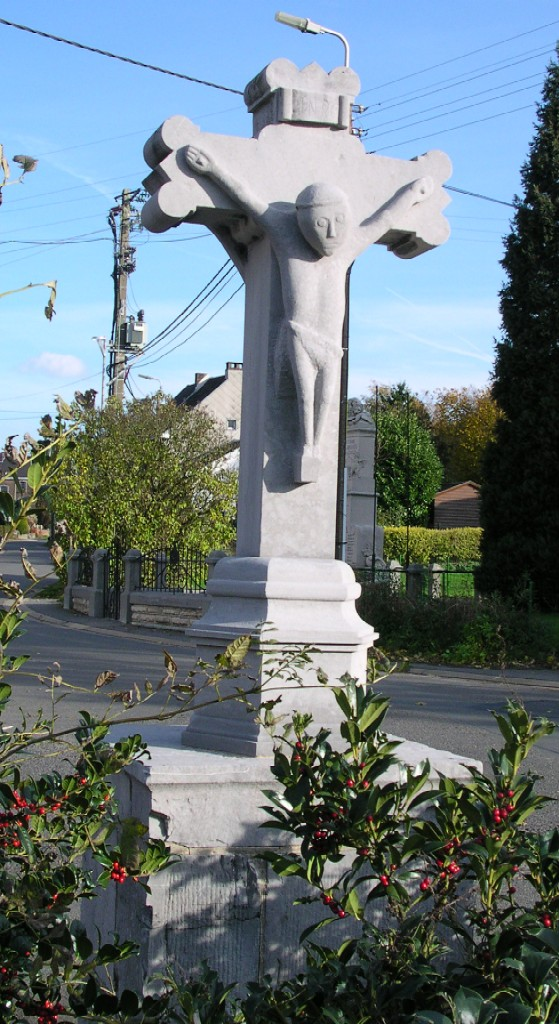
Christ double face
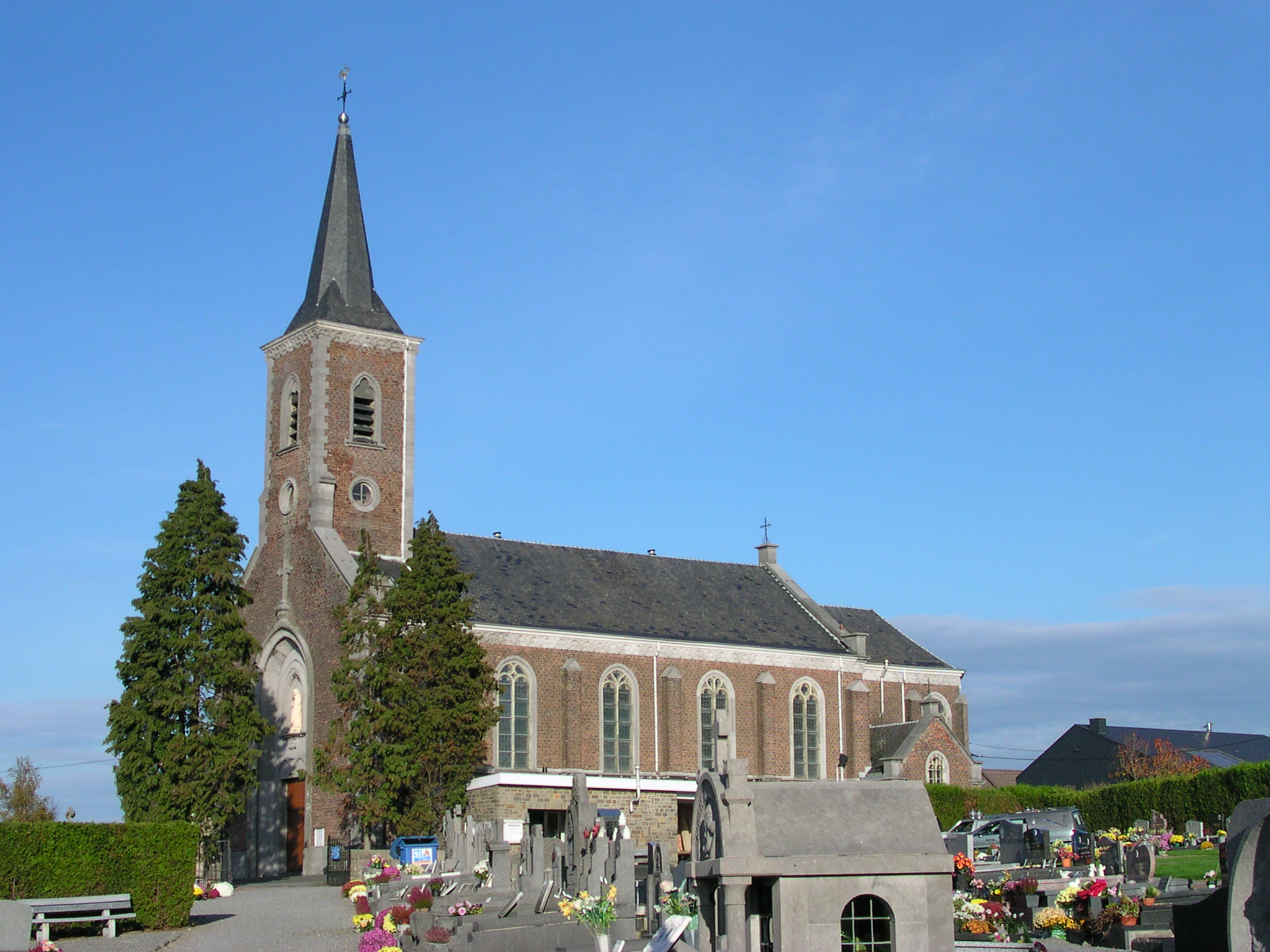
Ste. Julienne
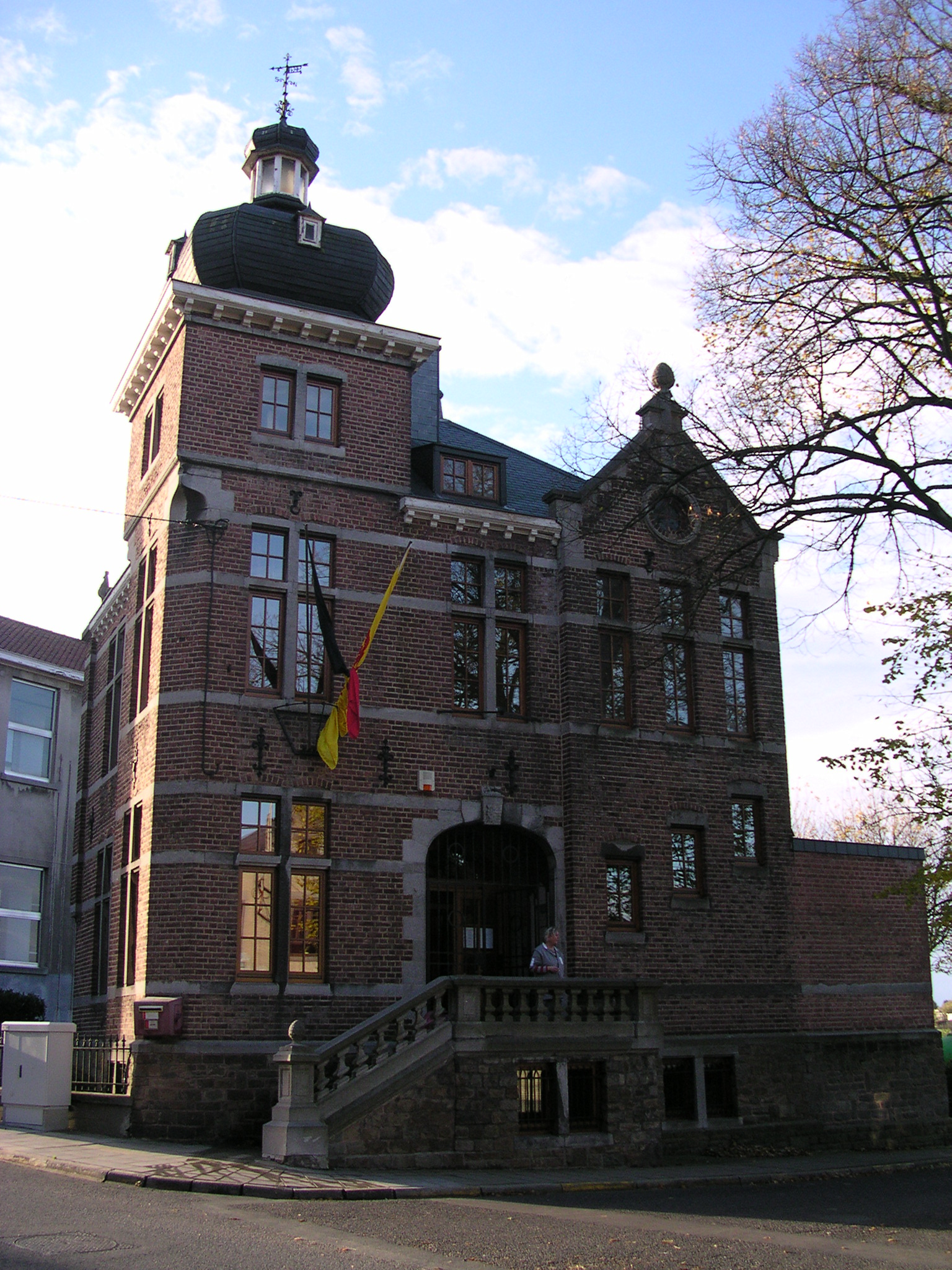
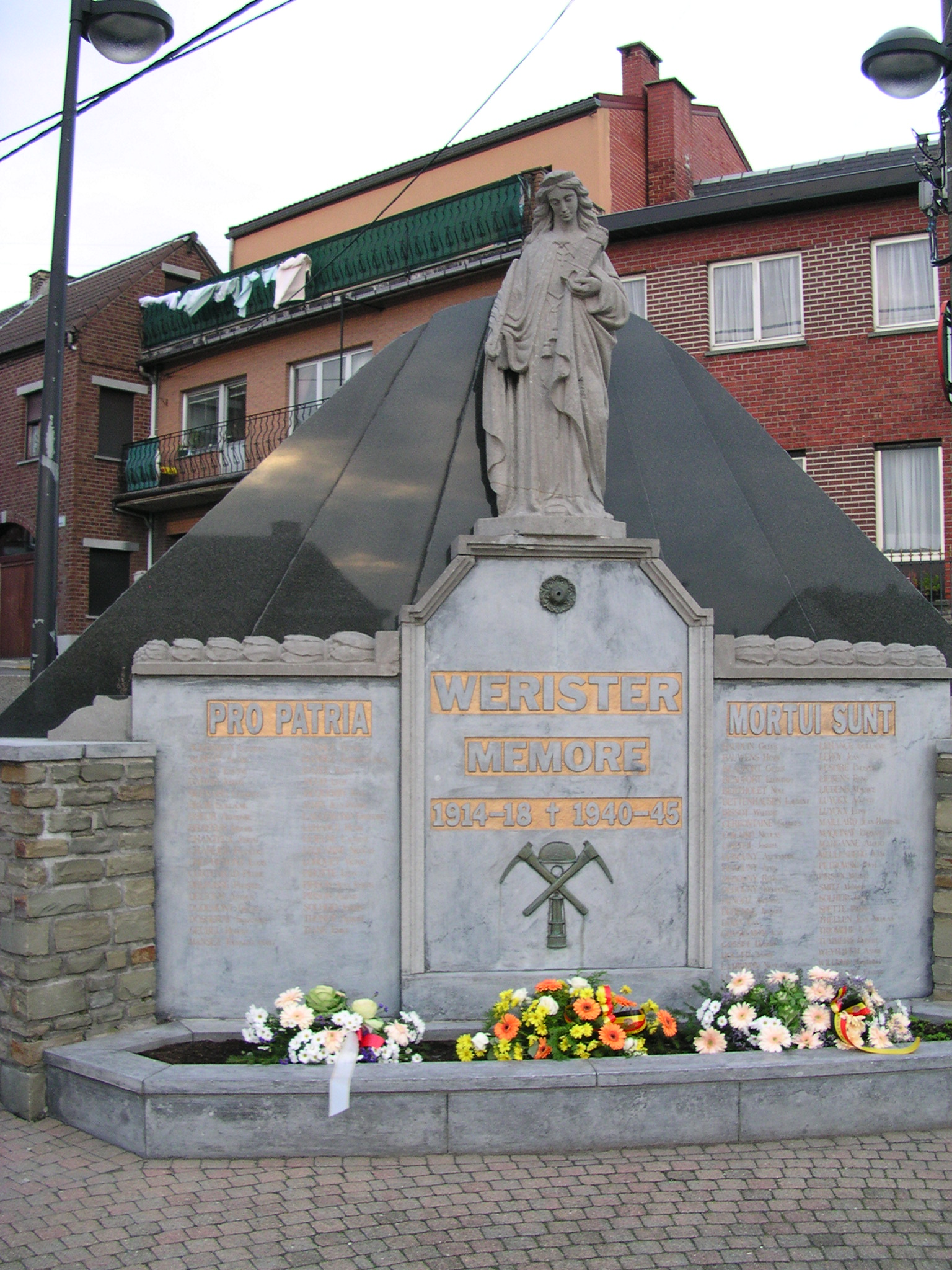
Romsée
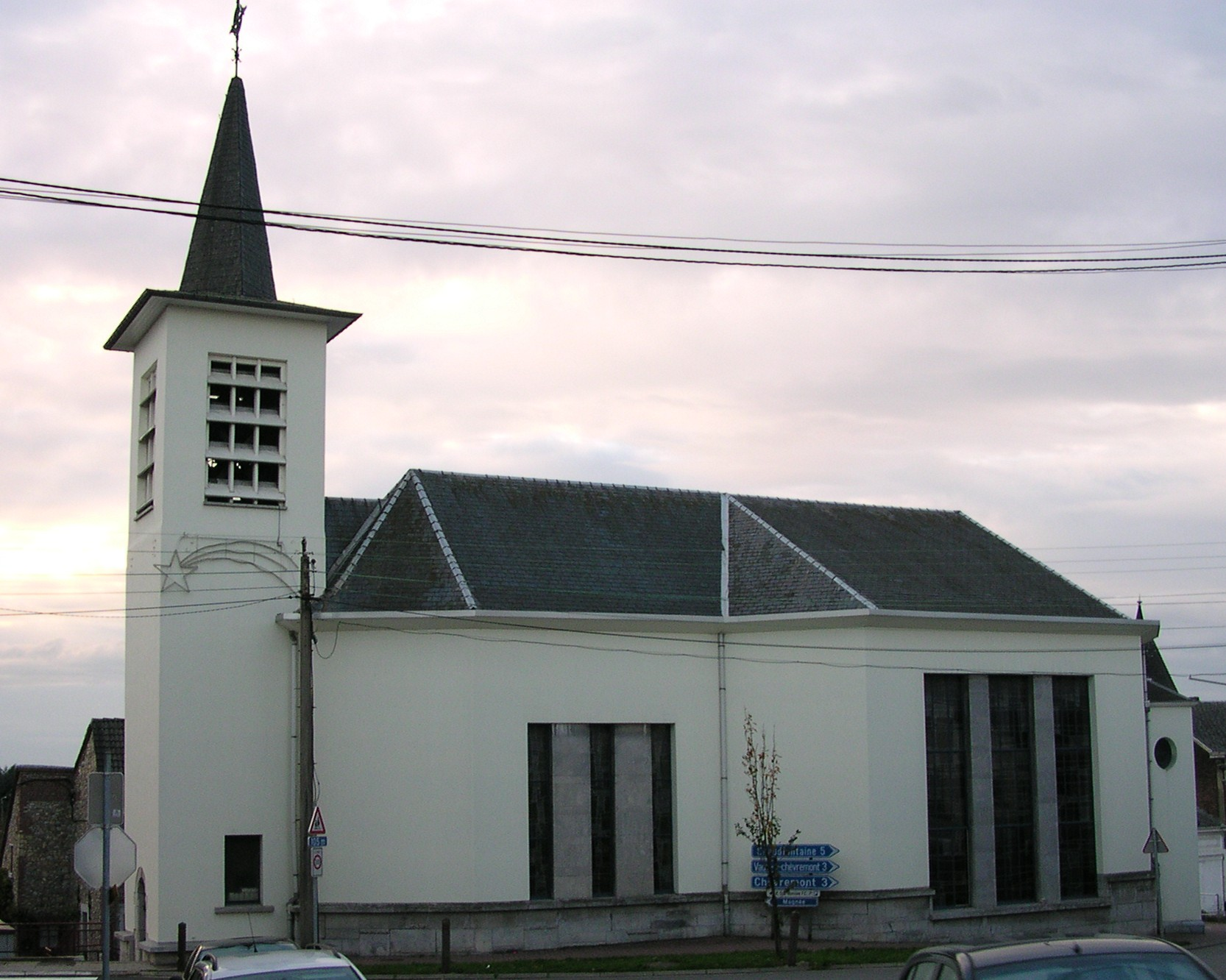
Ste Vierge Marie
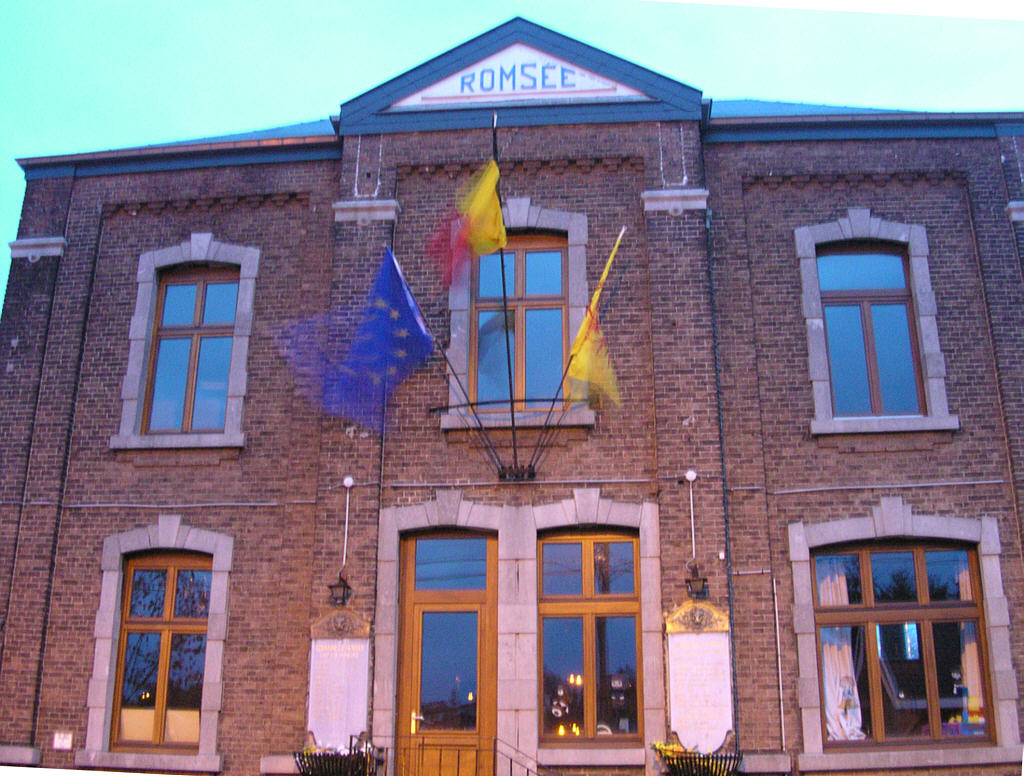